# Eleccions legislatives austríaques de 1949
Les eleccions legislatives del 1949 a Àustria, al Consell Nacional van ser el 9 d'octubre de 1949. Els populars foren la força més votada i Leopold Figl fou nomenat canceller.

## Resultats
Resum dels resultats electorals de 9 d'octubre de 1949 al Consell Nacional d'Àustria
| Partits | Partits                                                                                 | Vots      | +/-      | %     | +/-  | Escons | +/- |
| --- | --------------------------------------------------------------------------------------- | --------- | -------- | ----- | ---- | ------ | --- |
| | Partit Popular d'Àustria (Österreichische Volkspartei)                                  | 1,846,581 | +244,354 | 44.0  | -5.8 | 77     | -8  |
| | Partit Socialdemòcrata d'Àustria (Sozialdemokratische Partei Österreichs)               | 1,623,524 | +188,626 | 38.7  | -5.9 | 67     | -9  |
| | Federació d'Independents (Wahlpartei der Unabhängigen)                                  | 489,273   | —        | 11.7  | —    | 16     | —   |
| | Comunistes i Socialistes d'Esquerres (Wahlgemeinschaft Österreichische Volksopposition) | 213,066   | +48,809  | 5.1   | -0.3 | 5      | +1  |
| | Unió Democràtica (Demokratische Union)                                                  | 12,059    | —        | 0.28  | —    | 0      | —   |
| | Vierte Partei                                                                           | 7,134     | —        | 0.17  | —    | 0      | —   |
| | Demokraticna fronta delovnegna ljudstva                                                 | 2,088     | —        | 0.04  | —    | 0      | —   |
| | Altres                                                                                  | 5         | —        | 0.0   | —    | 0      | —   |
| | Total (participació 96,8%;+2,8%)                                                        | 4,391,815 |          | 100.0 |      | 165    |     |
| Font: Berger, Peter (August 1950). "Elections and Parties in Austria". Journal of Politics 12 (3): 511-529. |                                                                                         |           |          |       |      |        |     |